# أخوات كاملات
أخوات كاملات (بالإنجليزية: Perfect Sisters)‏ عرف في المملكة المتحدة باسم أخوات مميتات (بالإنجليزية: Deadly Sisters)‏ هو فيلم جريمة درامي كندي تم إنتاجه في سنة 2014، هذا الفيلم من إخراج ستانلي بروكس وبطولة أبيجيل برسلين وجورجي هينلي وميرا سورفينو، قصة الفيلم مبنية على حادثة مقتل الكندية ليندا أندرسون في سنة 2003 من قبل إبنتيها.

## القصة
قصة الفيلم تتكلم عن الأختين ساندرا أندرسن ووأختها التي تصغرها بعام بيث أندرسن والتي تعشن مع أخيهم الغير الشقيق بوبي ذو السبع أعوام مع والدتهم صاحبة ال44 سنة ومدمنة الكحول ليندا. يزور ليندا في البيت عدة عشاق لها يقومون بمعاملة أطفالها بقسوة، ساندرا وبيث تداوم في المدرسة الإعدادية ولا تستيطعان حل مشكلة إدمان والدتهم على الكحول وبسبب ذلك يقمن مع بعض من أصدقائهن بالتخطيط لقتلها ويأخذوا بقية مالها، تخطط ساندرا وبيث مع صديقهما جستن وأشلي لدعوة ليندا إلى مطعهما المفضل وثم تخديرها هناك وأخذها إلى حوض إستحمام في شقة وثم إغراقها هناك ليعتقد أنها أقدمت على الانتحار. بعد قيامهم بهذا تشعر ساندرا بتأنيب الضمير فيما لا تبالي بيث بذلك، يتم إرسال الأختين إلى خالتهم فيما يتم إرسال بوبي إلى والده، لا أحد إعتقد أن ساندرا وبيث كانا وراء مقتل والدتهما، فالكل إعتقد أنها بقيت في الحوض بينما كانت مخمورة. ساندرا وبيث تصبحن مشهورات في مدرستهم بعد موت والدتهم ولا أحد يقوم بالكلام ضدهن، أحد أصدقاء ساندرا القدامى يبدأ بالاعتقاد أن ساندرا وبيث كانا وراء مقتل والدتهما وأنها لم تكن حادثة، فيقوم بإبلاغ الشرطة بعد أن يجد دليل على قتل ليندا، تعترف ساندرا بعد ذلك ويتم الحكم على ساندرا وبيث بالسجن ل10 سنوات وبعدم تواصلهن مجدداً.

## البطولة
- أبيجيل برسلين بدور ساندرا أندرسن وريتشل هانلي بدور ساندرا الصغيرة، وهي الأخت الكبرى وفتاة شقراء، مع ذلك فهي تبدو أذكى من على ما تبدو، ربما هي جميلة لكن في داخلها هي قادرة على القتل.
- جورجي هينلي بدور إليزابيث «بيث» أندرسن ولاورا هنلي بدورها وهي صغيرة، الأخت الصغيرة، تبدو أكثر سمار من شقيقتها وتصبغ شعرها بالأسود.
- ميرا سورفينو بدور ليندا أندرسن، أم مدمنة كحول، تقوم بمواعدة عدة رجال وتدعوهم إلى منزلها، تقوم بمعاملة أطفالها بقسوة.
- جيمس روسو مدمن كحول وأحد عشاق ليندا.
- روستي شويمر بدور الخالة مارثا، شقيقة ليندا الغنية.
- زوي بيلكين بدور أشلي صديقة ساندرا المقربة.
- جيفري بالارد بدور جستن روس عشيق بيث.
- ستيفان جيمس بدور دوني عشيق ساندرا.
- زاك سانتياغو بدور المحقق سانتياغو غيتس.
- سبنسر بريسلين بدور ابن ديريك ابن مارثا.
- غيب ستيدل بدور بوبي الشقيق الأصغر.

## التقييم
حصل الفيلم على تقييم 27% في موقع الطماطم الفاسدة وعلى 44% في موقع ميتاكريتيك، ذكر النقاد أن الفيلم لم يكن درامي وفعال وطفولي أكثر من كونه واقعي، وأنه تقليد نوعا ما لفيلم مخلوقات الجنة الذي أنتج في سنة 1994.

## وصلات خارجية
- أخوات كاملات على موقع IMDb (الإنجليزية)
- أخوات كاملات على موقع ميتاكريتيك (الإنجليزية)
- أخوات كاملات على موقع روتن توميتوز (الإنجليزية)
- أخوات كاملات على موقع نتفليكس (الإنجليزية)
- أخوات كاملات على موقع ألو سيني (الفرنسية)
- أخوات كاملات على موقع أول موفي (الإنجليزية)
- أخوات كاملات على موقع فيلمافينيتي (الإسبانية)
- أخوات كاملات على موقع قاعدة بيانات الفيلم (الإنجليزية)
- أخوات كاملات على موقع ليتربوكسد (الإنجليزية)
- أخوات كاملات على موقع كينوبويسك (الروسية)

- أخوات كاملات على قاعدة بيانات الأفلام على الإنترنت
- أخوات كاملات على موقع الطماطم الفاسدة